# Senyoria d'Utrecht

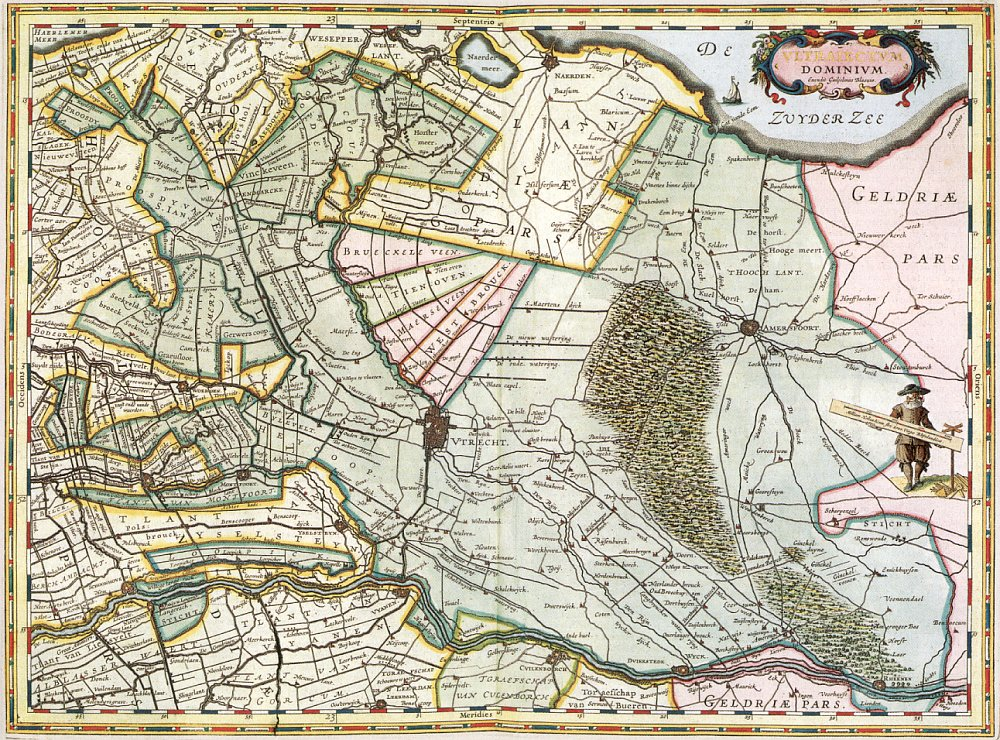
Senyoria d'Utrecht: territori de l'Sticht

Fins al 1795, la Senyoria d'Utrecht era el nom del territori que el príncep-bisbe d'Utrecht, Enric II de Baviera, donà a Carles V l'any 1528.

## Història

Escut d'Utrecht

El territori del principat d'Utrecht era compost de dues parts: l'Sticht, que corresponia més o menys a l'actual província d'Utrecht i l'Oversticht (l'sticht de l'altre costat l'aigua), amb les senyories de Groningen i d'Overijssel. Era una de les Disset Províncies i una de les fundadores de la República de les Set Províncies Unides.
El territori del principat d'Utrecht, un feu del Sacre Imperi Romanogermànic, al qual el príncep-bisbe tenia els poders terrenals del 1024 al 1528, era molt més petit que l'arquebisbat d'Utrecht que cobria l'Sticht, l'Oversticht, Zelanda, Holanda i Gueldre.